# Emma Laursen
Emma Laursen (født. 18. marts 2000) er en kvindelig dansk håndboldspiller, der spiller som højre back og højre fløj for Ringkøbing Håndbold i Damehåndboldligaen. Har tidligere spillet i andre ligaklubber som Silkeborg-Voel KFUM og EH Aalborg.
Hun deltog under U/17-VM i håndbold 2018 i Polen, hvor det danske hold blev nummer 6. Hun deltog under U/17-OL i håndbold 2017, hvor det danske hold blev nr. 3 og tog en bronzemedalje med tilbage.